# Polícia da Baviera

Logo.

A Polícia do Estado da Baviera  (em alemão:  Polizei Bayern) é a maior força policial alemã, com 32.000 servidores profissionais, auxiliados por 5.600 empregados administrativos.
Como as demais polícias da Alemanha, ela é única, civil e de carreira.
A corporação é responsável pelos serviços de polícia e segurança pública da  Baviera (ou Estado Livre da Baviera), localizada a sudoeste da Alemanha, com capital em Munique (München). Possui uma área de 70.553 km² e uma população de 12,5 milhões de habitantes, constituindo-se no maior dos dezesseis estados federados do país.

## Organização
Entre os anos de 2005 e 2008 a polícia reorganizou a sua estrutura orgânica para reduzir os entraves burocráticos nas transmissões de ordens, através do estabelecimento de, apenas,  três níveis hierárquicos: Ministro do Interior, que é o chefe da polícia, Departamentos Regionais de Polícia e distritos policiais.
São dez direções regionais, distribuídas por Munique, Nuremberga, Wurtzburgo, Bayreuth, Ratisbona, Straubing, Rosenheim, Ingolstadt, Augsburgo e Kempten:
- Munique
- Média Francónia: Nuremberga
- Baixa Francónia: Wurtzburgo
- Alta Francónia: Bayreuth
- Alto Palatinado: Ratisbona
- Baixa Baviera: Straubing
- Alta Baviera-South: Rosenheim
- Alta Baviera-Norte: Ingolstadt
- Suábia-Norte: Augsburgo
- Suábia-Sul: Kempten

## Divisões especializadas

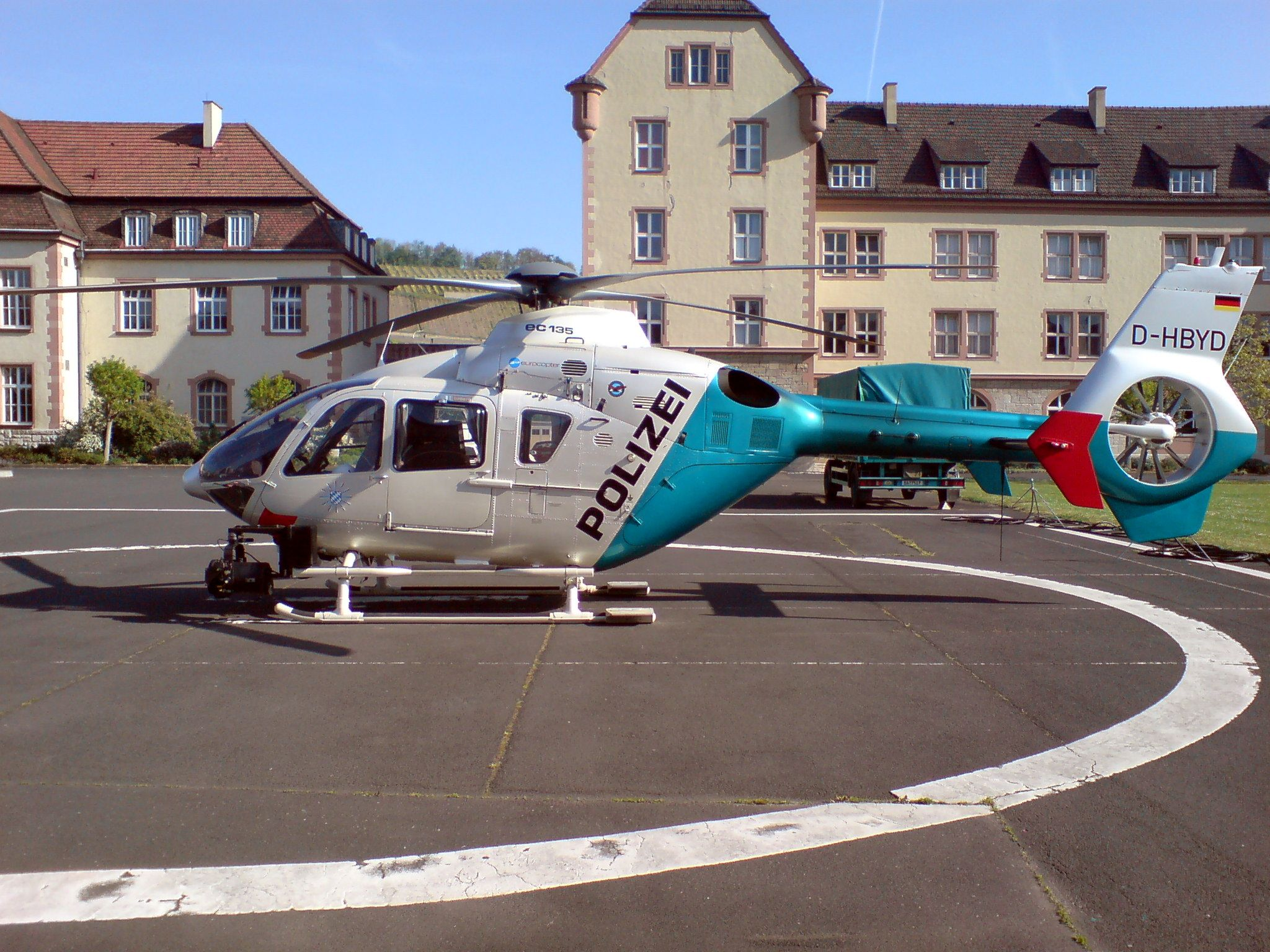
Eurocopter EC-135 - Helicóptero da Polícia da Baviera

As investigações policiais ficam a cargo da  “Landeskriminalamt”, ou escritório de investigação do estado, com sede em Munique. Além das investigações criminais estão incluídas dentre as suas atribuições a proteção às testemunhas, a segurança do estado, a prevenção criminal, estatísticas, a chamada polícia científica e o intercâmbio de informações com outros órgãos policiais. 
A Polícia da Baviera tem dois grupos de operações especiais do tipo SWAT, chamados de  “Spezialeinsatzkommando” ou SEK, um estacionado em Nuremberga para emprego no norte do estado e outro em Munique para atuação no sul. Este último tem uma equipe especializada para operar nos Alpes.
O apoio logístico e administrativo às atividades policiais compete  ao “Bereitschaftspolizeipräsidium”, ou grupo policial de apoio, com sede em Bamberg e  sete escritórios descentralizados.
As suas atribuições são extensas e englobam as escolas de polícia de dois níveis, a banda de música/orquestra, os esquadrões de helicópteros, a polícia com cães e as dez companhias móveis de intervenção ou polícia de choque.
Por ser um estado cortado por dois importantes rios, o Meno e o Danúbio, dispõe de uma polícia fluvial, "Wasserschutzpolizei", subordinada diretamente ao chefe de polícia. Ao longo dessas vias fluviais dispõe de dez postos, acrescidos por mais quatorze unidades nos principais lagos da Baviera.

## Apoio comunitário

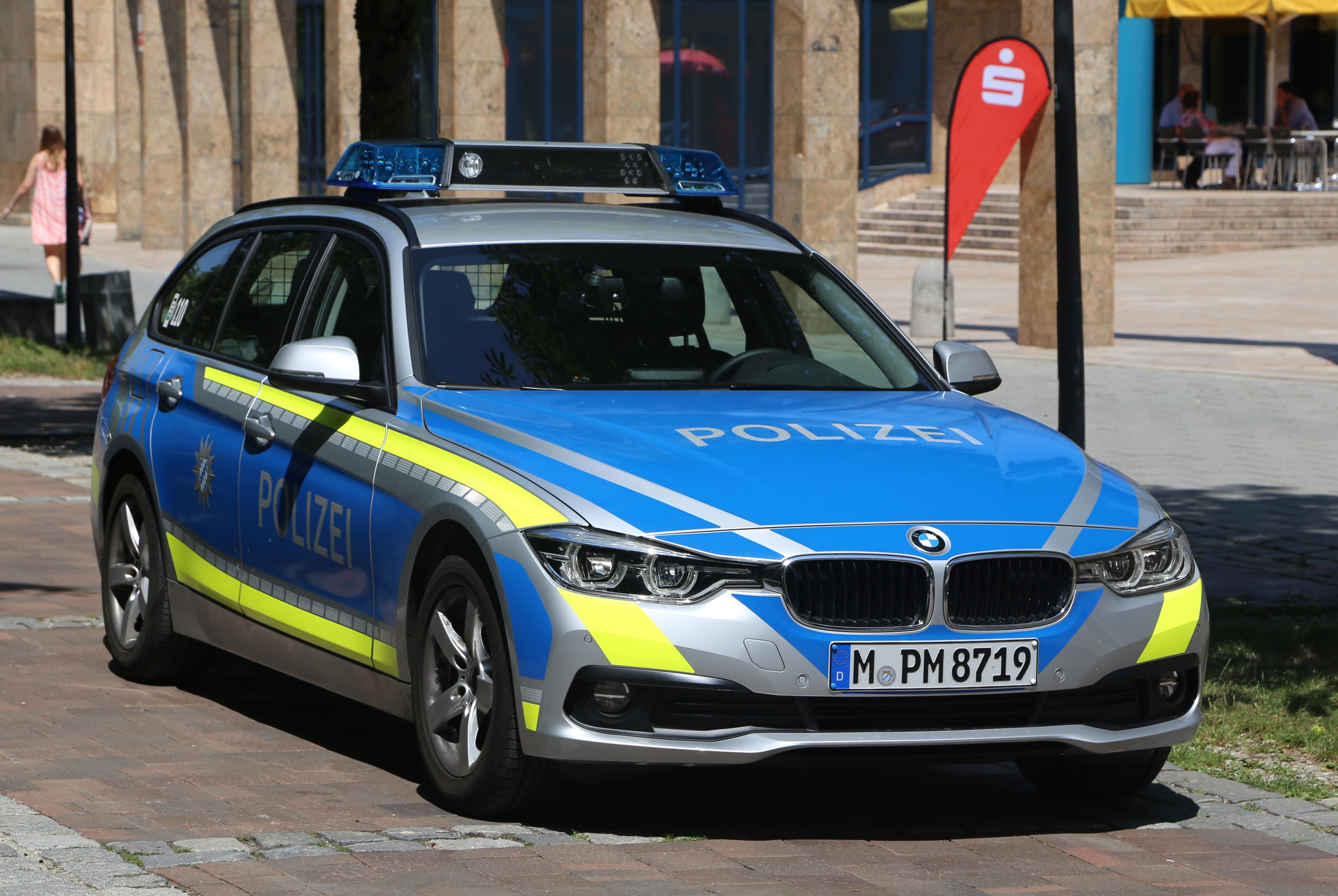
Viatura com nova caracterização azul e prata

Um programa bem sucedido desde 1994, a Vigilância Cidadã, "Sicherheitswacht", mobiliza os cidadãos para as questões da segurança pública e para o apoio à polícia de 58 cidades do estado. 

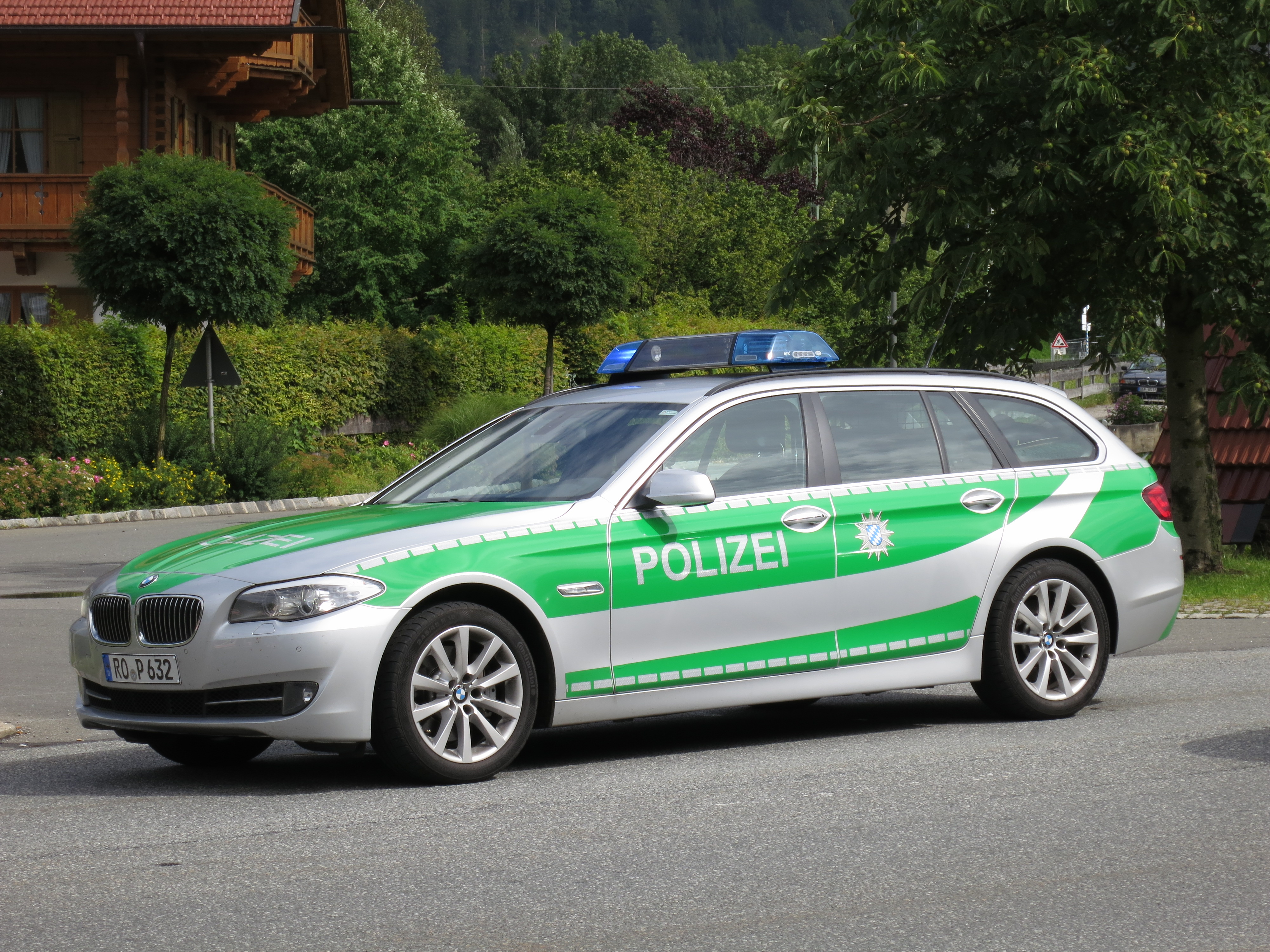
Viatura com antiga caracterização, verde e prata